# Municipio de Natívitas
El Municipio de Natívitas es uno de los 60 municipios en que se encuentra dividido el estado mexicano de Tlaxcala, situado en el suroeste del estado y en el límite con el estado de Puebla. Su cabecera es la localidad de Natívitas y su localidad más poblada es Santiago Michac. El municipio es parte de la Zona Metropolitana de Puebla-Tlaxcala.

## Geografía
El municipio de Natívitas se encuentra ubicado en la zona suroeste del estado y forma parte del Valle de Puebla-Tlaxcala lo que implica que su territorio sea prácticamente plano con algunas suaves ondulaciones que varían de 2 200 a 2 300 metros sobre el nivel del mar; tiene una extensión territorial de 61.990 kilómetros cuadrados que equivalen 1.52% el territorio estatal y sus coordenadas geográficas extremas son 19° 10' - 19° 17' de latitud norte y 98° 17' - 98° 23' de longitud oeste.
Sus límites territoriales corresponden al norte con los municipios de Tepetitla de Lardizábal, Santa Ana Nopalucan y San Damián Texoloc; al este con los municipios de Santa Apolonia Teacalco y Tetlatlauhca y sureste con el municipio de Zacatelco ; al oeste limita con el estado de Puebla, específicamente el municipio de San Martín Texmelucan, y al sur con los  municipios de  Huejotzingo, Tlaltenango y San Miguel Xoxtla.

## Demografía
De acuerdo a los datos recabados en el Censo de Población y Vivienda de 2020 realizado por el Instituto Nacional de Estadística y Geografía, la población del municipio de Nativitas se cifra en 26,309 habitantes. De este total, el 48.4% corresponde a la población masculina, mientras que el 51.6% corresponde a la población femenina.

### Localidades
En el municipio de Nativitas, se identifican un total de 32 localidades, destacando las siguientes por su mayor población:
| Localidad                | Población |
| Total Municipio          | 26 309    |
| Santiago Michac          | 3 867     |
| Santo Tomás la Concordia | 3 179     |
| San Rafael Tenanyecac    | 3 048     |

## Zonas arqueológicas
Dentro del municipio de Natívitas se encuentran dos zonas arqueológicas las cuales son las más importantes dentro de todo el estado de Tlaxcala, ambas zonas arqueológicas se encuentran situadas en lo alto de dos montañas frente a frente, estas son las zonas arqueológicas de Xochitécatl y la de Cacaxtla, ambas pertenecen a un periodo de 1 a 4 siglos antes de Cristo posiblemente habitadas por la cultura olmeca xicalanca que fueron los primeros habitantes del valle de Puebla-Tlaxcala.

## Política

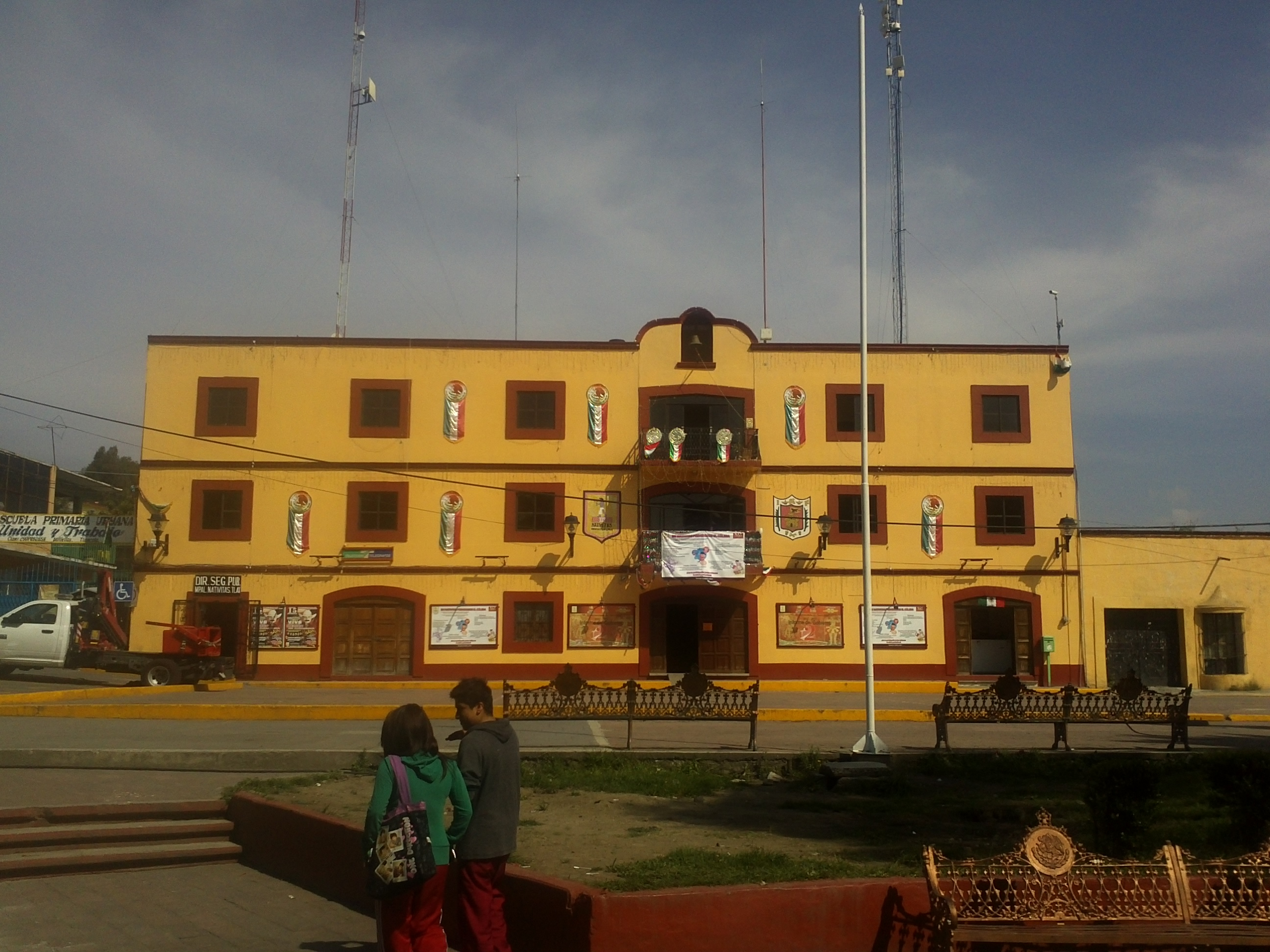
Presidencia municipal

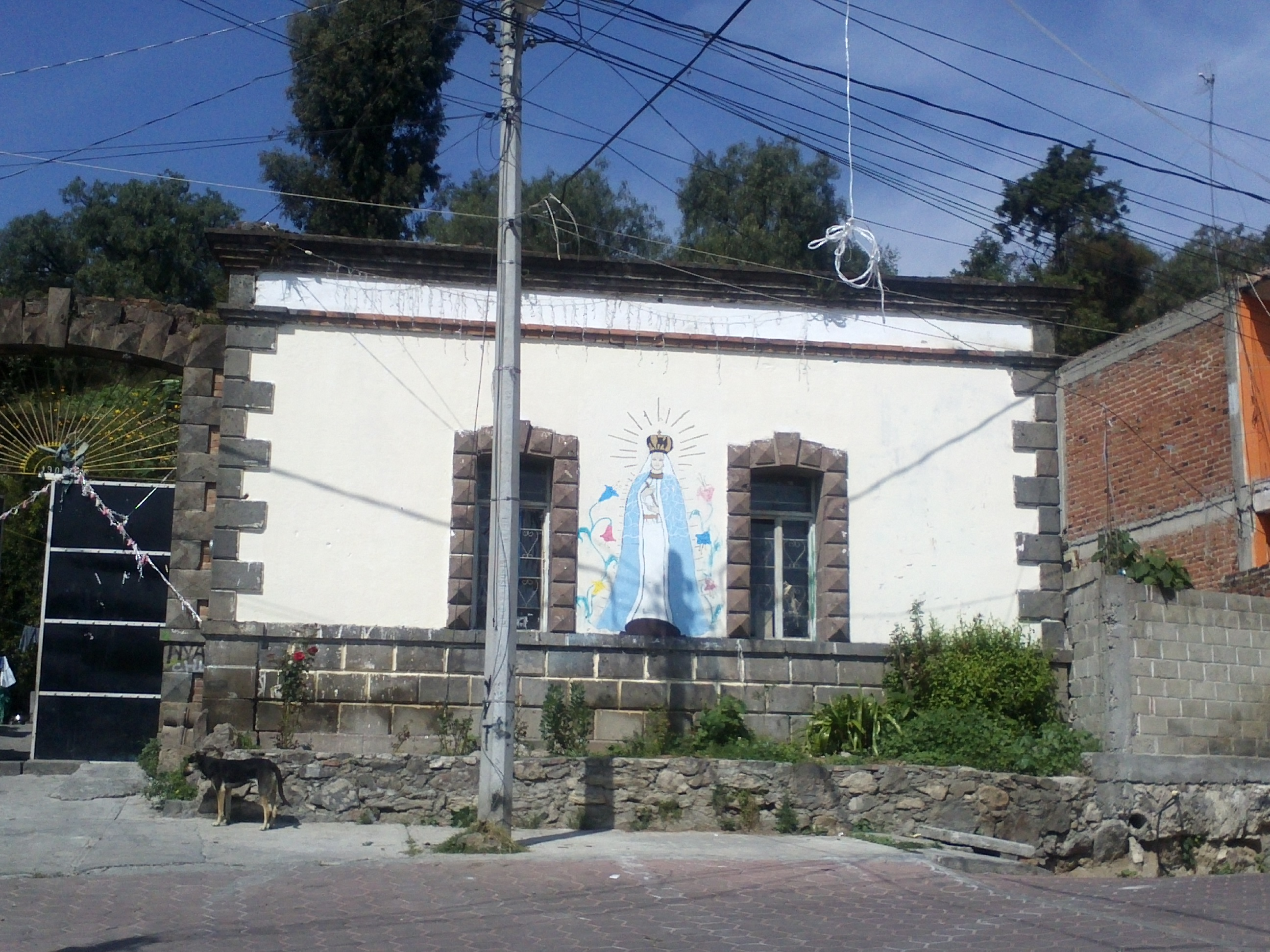
Casa típica de Natívitas

El gobierno del municipio de Natívitas le corresponde al Ayuntamiento, que está conformado por el presidente municipal, un Síndico y un cabildo compuesto por siete regidores electos por el principio de representación proporcional, todos son electos mediante voto universal, directo y secreto para un periodo de tres años que no son renovables para el periodo inmediato pero si de forma no continua y entran a ejercer su cargo el día 15 de enero del año siguiente a la elección.

### División administrativa
Para el gobierno interior del municipio este se divide en 12 Presidencias Municipales Auxiliares, los titulares de estos cargos son electos mediante voto universal, directo y secreto mediante planillas, durando en su cargo el mismo período que el ayuntamiento en 7 de las juntas y que son San Rafael Tenexyecac, San José Ayotatenco, San Miguel Xochitecatitla, Guadalupe Victoria, Santiago Michac, Jesús Tepactepec y San Miguel Analco; en las cinco restantes: Santo Tomás la Concordia, Santa María Natívitas, San Miguel del Milagro, San Bernabé Capula y San Vicente Xiloxochitla, la elección es mediante el sistema de usos y costumbres.

### Representación legislativa
Para la elección de diputados al Congreso de Tlaxcala y al Congreso de la Unión el municipio de Natívitas se encuentra integrado en los siguientes distritos electorales:
Local:
- X Distrito Electoral Local de Tlaxcala con cabecera en Natívitas.[7]

Federal:
- III Distrito Electoral Federal de Tlaxcala con cabecera en Zacatelco.[8]

### Presidentes municipales
- (2016)-2021):Oscar Murias Juárez
- (2013) - 2016):Cuactemoc Barranco Palacio
- (2011 - 2013): Javier Quiroz Macías
- (2008 - 2011): Leonardo Uriarte Parra
- (2005 - 2008): Guillermo Cabañas Téllez
- (2002 - 2005): Eleuterio Serrano Romero
- (2000 - 2002): Javier González García
- (1980 - 1982): J.Félix Lezama Baleón

## Explosión de la localidad de Jesús Tepactepec
El 15 de marzo de 2013 se registró una explosión de material pirotécnico en la localidad de Jesús Tepactepec durante la fiesta patronal de la localidad. El estallido ocurrió cerca de las 13 horas justo cuando se realizaba una procesión en honor del santo patrón, cuando un cohete fue lanzado, accidentalmente choco con los cables de alta tensión haciendo que rebotara hacia el suelo donde se generó un estallido que provocó que los peregrinos que cargaban cohetes en sus espaldas estallaran junto con ellos al ser alcanzados por la lumbre que el primer cohetón generó. De inmediato se movilizaron recursos de los estados de Puebla y Tlaxcala. Se tuvo el promedio de 25 muertos y 160 heridos más las personas que desaparecieron en pedazos y otras comunidades, San Luis Teolocholco también fue uno de los afectados y no contando los que se fueron por su propio pie
.